# Hazarski Recnik
O Dicionário Cazar (Hazarski Recnik - Roman leksikon, no título original) foi o primeiro romance do escritor sérvio Milorad Pavić, publicado em 1984.
Foi escrito originalmente em Língua sérvia e foi traduzido para várias línguas, incluindo português e inglês.
Não existe um enredo, no sentido convencional do termo, neste livro que se assume como experimentalista em termos narrativos. O tema central do livro é a conversão histórica dos cazares à religião judaica, geralmente datada nas últimas décadas do século VIII ou início do século IX.